# Los Angeles Sparks 2013
La stagione 2013 delle Los Angeles Sparks fu la 17ª nella WNBA per la franchigia.
Le Los Angeles Sparks arrivarono seconde nella Western Conference con un record di 24-10. Nei play-off persero la semifinale di conference con le Phoenix Mercury (2-1).

## Roster
| N° | Naz.                   | Ruolo | Sportivo        | Anno | Alt. | Peso |
| -- | ---------------------- | ----- | --------------- | ---- | ---- | ---- |
| 0  | Stati Uniti (bandiera) | GA    | Alana Beard     | 1982 | 180  | 73   |
| 1  | Stati Uniti (bandiera) | G     | A'dia Mathies   | 1991 | 175  |      |
| 3  | Stati Uniti (bandiera) | AC    | Candace Parker  | 1986 | 193  | 79   |
| 6  | Australia (bandiera)   | G     | Jenna O'Hea     | 1987 | 185  | 79   |
| 10 | Stati Uniti (bandiera) | G     | Lindsey Harding | 1984 | 173  | 61   |
| 13 | Svezia (bandiera)      | A     | Farhiya Abdi    | 1992 | 188  | 82   |
| 16 | Stati Uniti (bandiera) | A     | Ebony Hoffman   | 1982 | 188  | 98   |
| 20 | Stati Uniti (bandiera) | G     | Kristi Toliver  | 1987 | 170  | 59   |
| 25 | Stati Uniti (bandiera) | GA    | Marissa Coleman | 1987 | 185  | 73   |
| 30 | Stati Uniti (bandiera) | A     | Nneka Ogwumike  | 1990 | 188  | 79   |
| 42 | Stati Uniti (bandiera) | C     | Jantel Lavender | 1988 | 193  | 84   |

## Staff tecnico
Allenatori: Carol Ross

Vice-allenatori: Sandy Brondello, Bridget Pettis

Preparatore atletico: Courtney Watson

Preparatore fisico: Bruce Deziel